# Spårhund
Spårhund kan syfta på hundar av olika slag:

## Jakthundar
- Sektion 2 av hundrasgruppen Drivande hundar samt sök- och spårhundar, se viltspårhund.
- Hundar som meriterat sig på viltspårprov och som därmed är certifierade eftersökshundar, dessa följer blodspår.
- Jakthundar som följer doftspår från vilt, till skillnad från sådana som söker vittring i vinden, se löshund, drivande hund och ställande hund.

## Brukshundar
- Brukshundar som spårar människor, antingen i bruksprovsgrenen spårprov, eller som till exempel polishundar (tjänstehundar).
- En specialiserad sorts spårhund är blodhunden som kan utföra s.k. ID-spårning.